# Concorso per la porta nord del battistero di Firenze

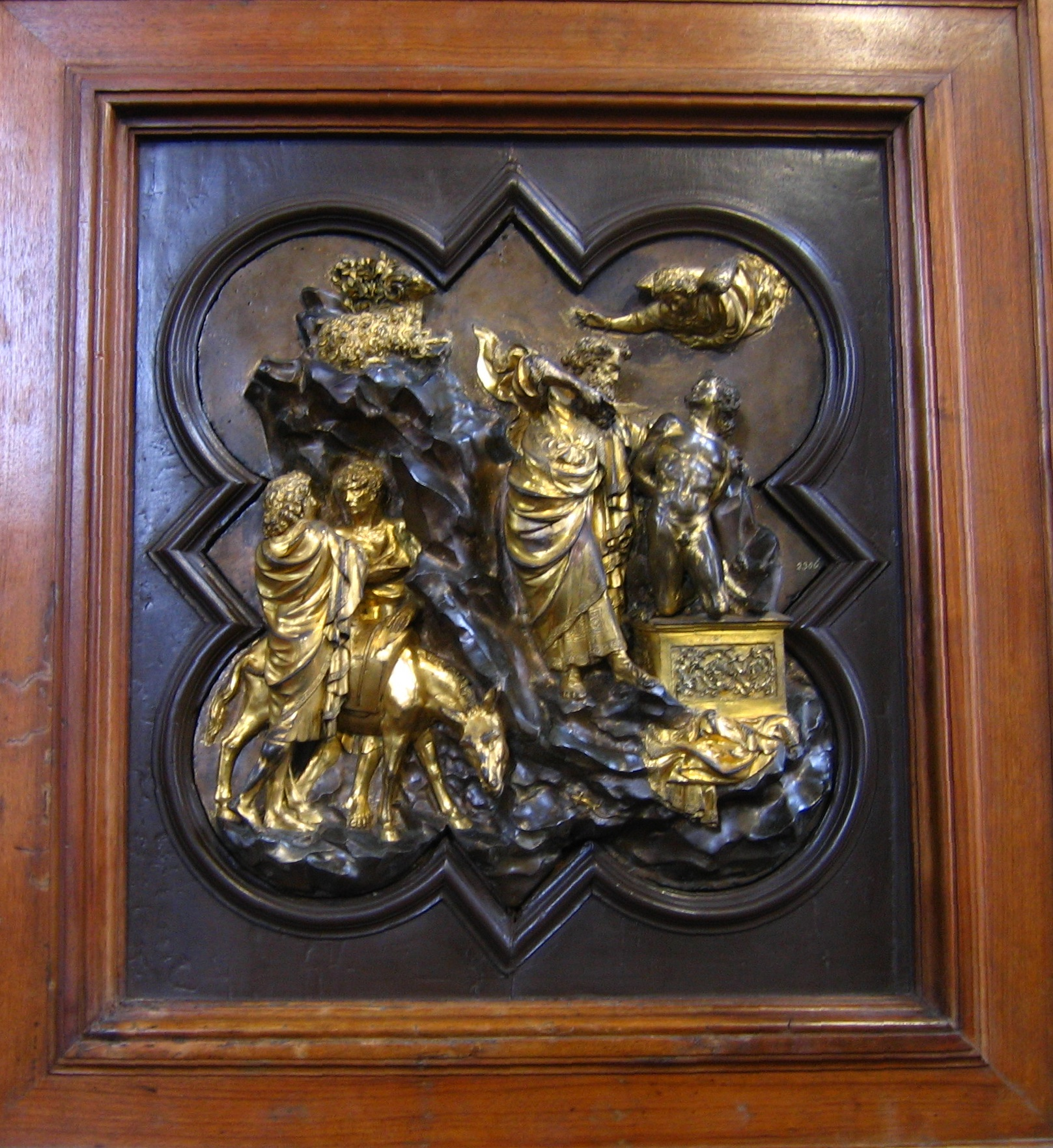
La formella di Ghiberti per il concorso del Battistero (1401)

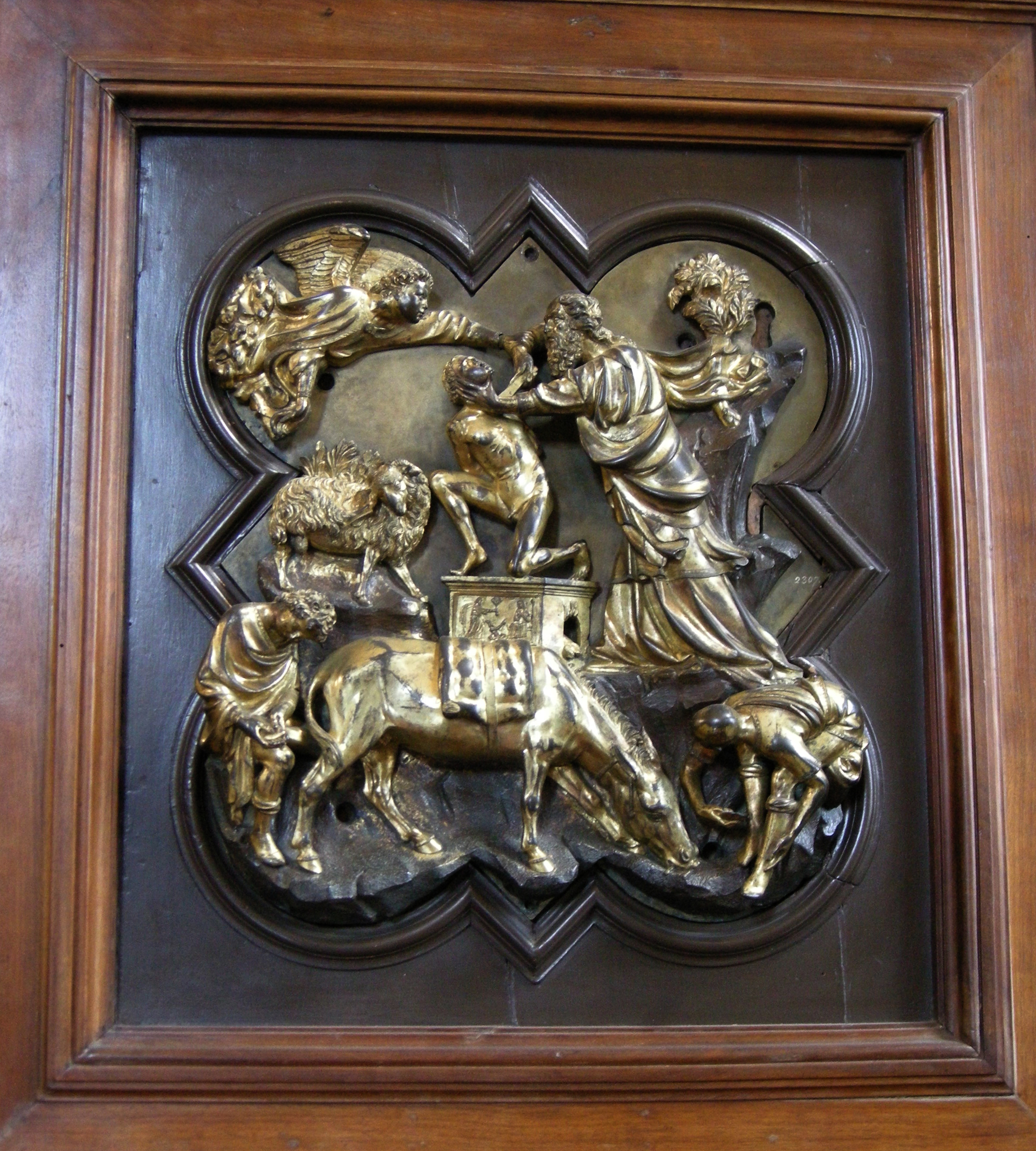
La formella di Brunelleschi per il concorso del Battistero (1401)

Nel 1401 venne bandito a Firenze dall'arte di calimàla il concorso per la porta nord del Battistero. Questa competizione, alla quale parteciparono molti valenti artisti, si risolse in un confronto tra Filippo Brunelleschi e Lorenzo Ghiberti e viene generalmente indicato come un punto di rottura verso la precedente tradizione gotica, anticipando già, all'alba del secolo, alcuni stilemi che saranno alla base della rivoluzione dell'arte rinascimentale.

## Storia
Nel 1401, nonostante il difficile momento segnato dalle lotte contro Pisa e Milano e nonostante la pestilenza dell'anno prima, l'arte di Calimala indisse un concorso per realizzare la seconda porta bronzea del Battistero. La prima, quella del lato sud, era stata realizzata da Andrea Pisano nel 1330-1336, mentre l'ultima, quella dorata detta "porta del Paradiso", sarà ultimata solo nel 1452. La nuova porta era un'importante opera pubblica nell'edificio religioso più venerato della città (Santa Maria del Fiore era ancora un cantiere), del quale l'Arte di Calimala (detta anche dei Mercatanti) era patrona.
Venne nominata una giuria di trentaquattro giudici, fra cui c'era anche il banchiere Giovanni di Bicci de' Medici, e furono ammessi alla competizione sette orafi fiorentini e toscani. Essi erano: 
1. Filippo Brunelleschi, appena tornato da Pistoia dove aveva lavorato all'altare di San Jacopo
2. Lorenzo Ghiberti, fino ad allora sconosciuto
3. Jacopo della Quercia
4. Francesco di Valdambrino
5. Simone da Colle
6. Niccolò di Luca Spinelli da Arezzo
7. Niccolò di Pietro Lamberti

Uno dei concorrenti, a quanto si intuisce dalle annotazioni nei Commentari del Ghiberti, pare che si ritirò prima della prova pratica.
Essi avevano il compito di scolpire, entro un anno, una formella in bronzo con il tema del Sacrificio di Isacco, inscritta entro un quadrilobo (come nella porta di Andrea Pisano), e vennero messi a loro disposizione circa trentaquattro chili in totale di bronzo.

## Il tema
Il tema del sacrificio di Isacco non faceva parte degli episodi previsti per la nuova porta, poiché essa sarebbe stata dedicata agli episodi del Nuovo Testamento (gli episodi dell'Antico Testamento avrebbero invece fatto parte della terza e ultima porta), però il soggetto venne scelto probabilmente per la ricchezza di spunti che metteva a disposizione degli artisti e, forse, anche come paragone della sorte di Firenze, accerchiata minacciosamente su tutti i lati dalle truppe nemiche di Gian Galeazzo Visconti.
Le figure presenti dovevano essere Abramo nell'atto di sacrificare il figlio su un altare, l'angelo che interviene per fermarlo, l'ariete che dovrà essere immolato al posto di Isacco e infine il gruppo con l'asino e i due servitori.

## Le formelle
Del concorso ci sono pervenute solo due formelle, quelle di Ghiberti e del Brunelleschi, della grandezza di 45 x 38 centimetri oggi entrambe conservate al museo del Bargello. Le due opere sono molto diverse dal punto di vista formale e offrono una straordinaria sintesi delle due scuole di pensiero in materia artistica allora presenti in città: l'accoglienza dello stile gotico internazionale da una parte, lo sviluppo delle radici classiche dall'altra.
Alla prima opzione appartiene la formella di Ghiberti, che divise la scena in due fasce verticali armonizzate da uno sperone roccioso di sapore arcaico, con una narrazione equilibrata, figure proporzionate e aggiornate alle cadenze del gotico. Vi inserì anche generiche citazioni dall' "antico", di sapore ellenistico, come nel poderoso nudo di Isacco, facendo quindi una mediazione tra gli stimoli disponibili all'epoca. L'uso dello sfondo roccioso inoltre generava un fine chiaroscuro, che avvolgeva le figure senza stacchi violenti (scelta che influenzò anche lo stiacciato di Donatello).
Ben diverso fu il rilievo creato da Brunelleschi, che suddivise la scena in due fasce orizzontali, con piani sovrapposti che creano una composizione piramidale. Al vertice, dietro uno sfondo piatto dove le figure vi emergono con violenza, si trova il culmine drammatico dell'episodio del sacrificio, dove linee perpendicolari creano l'urto tra le tre volontà diverse (di Abramo, di Isacco e dell'angelo, che impugna il braccio armato di Abramo per fermarlo). La scena è resa con una tale espressività da far apparire al confronto la formella di Ghiberti una pacata recitazione. Questo stile deriva da una meditazione dell'opera di Giovanni Pisano (come nella Strage degli innocenti del pulpito di Sant'Andrea) e dell'arte antica, come dimostra anche la citazione colta dello spinario presente nell'angolo sinistro.

## La vittoria

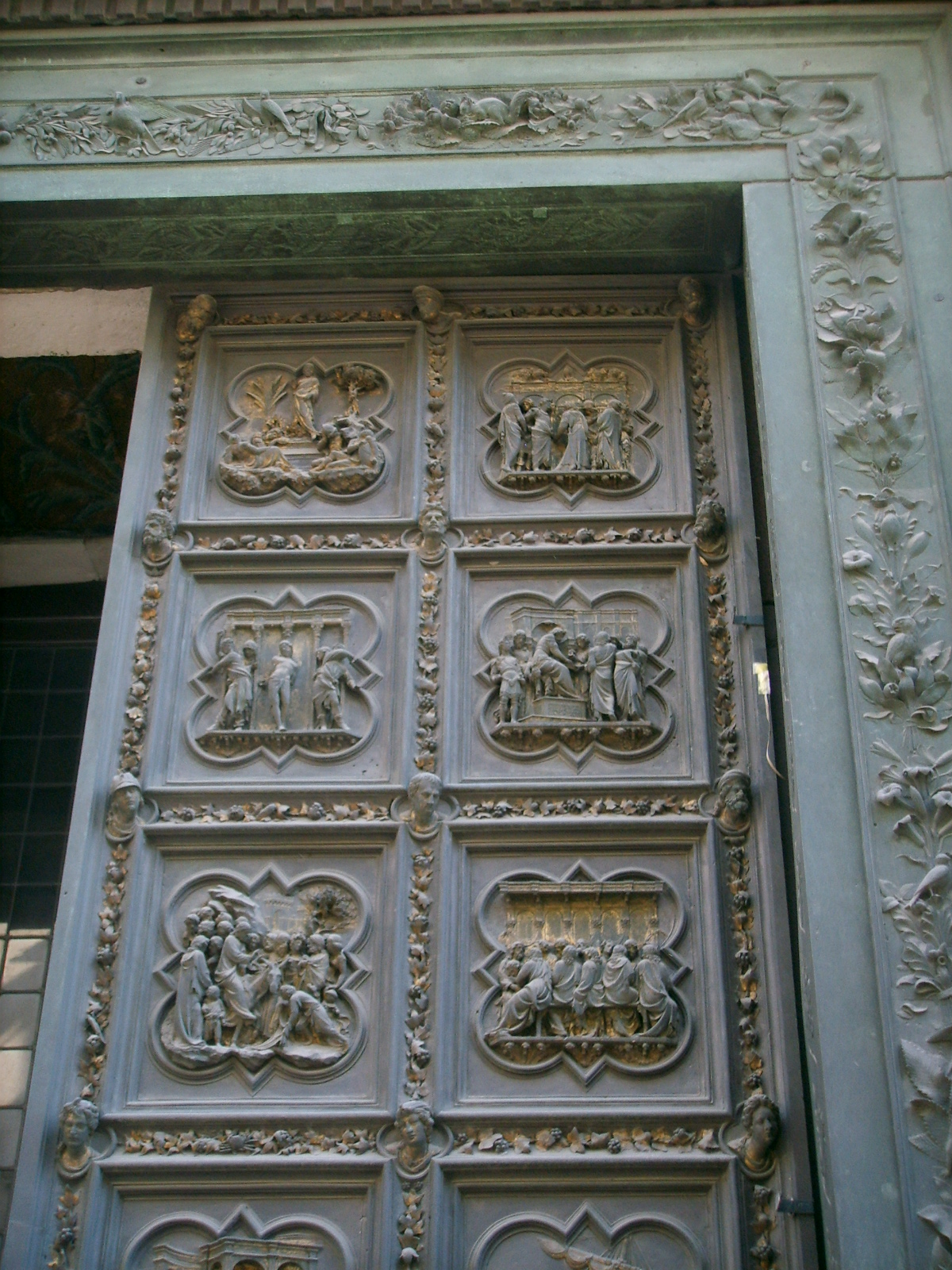
La porta nord del Battistero

Nel 1401, viste le opere presentate, si scelse il vincitore. Giudicarono trenta "periti fra pittori e scultori d'oro, d'argento e di marmo", fiorentini e delle città circostanti, più i quattro consoli dell'Arte di Calimala.
Le fonti su chi vinse realmente il concorso e in quale misura sono discordanti. Sicuramente l'autore della porta fu Ghiberti, mentre Brunelleschi si allontanava dalla città per visitare Roma.
Nei suoi Commentarii Ghiberti si attribuì una vittoria unanime ("Universalmente mi fu conceduta la gloria sanza alcuna exceptione"). Antonio Manetti invece, nella biografia di Brunelleschi (ripresa anche dal Vasari), ricorda la grande indecisione dei giudici che finirono per attribuire la vittoria ex aequo. Fu Brunelleschi poi che si rifiutò di lavorare insieme al Ghiberti per la troppa differenza di stile ("Filippo non volle mai consentire se l'opera non era tutta sopra di lui"). Inoltre il Manetti ricorda anche una serie di sotterfugi usati dal Ghiberti, come i tentativi di vedere in anticipo l'opera del rivale o l'affannosa ricerca di consigli da chiunque per creare un'opera che si adattasse al parere dei più.